# Ассирийский царский список
Ассирийский царский список (АЦС) перечисляет имена ассирийских царей с начала до 722 года до н. э. Между 911 и 722 годами до н. э. АЦС можно сравнить со списком эпонимов, который относится к периоду с 911 по 649 год до н. э. и полностью в наличии. Во времена правления Салманасара IV, Ашшур-дана III, Ашшур-нирари V и Салманасара V список царей является в основном единственным источником; это также имеет решающее значение для правления Адад-нирари III. Вероятно, впервые он был составлен во время правления Шамши-Адада I, чтобы узаконить его восхождение на престол, а затем продолжился при более поздних правителях.

## Традиция
Есть два ассирийских царских списка. Один существует в пяти экземплярах, но все они имеют пробелы, три из которых очень плохо сохранились:
- Хорсабадский царский список 1 (ХЦС 1)
- Хорсабадский царский список 2 (ХЦС 2)
- Список САСД (царский список Семинарии Адвентистов Седьмого Дня), заканчивается во время правления Салманасара V (726-722).
- KAV 21+22, идёт от Тукульти-Нинурты I до Тиглатпаласара II
- KAV 23+24

Второй список известен только по единственному экземпляру (VAT 9812, Nasouhi 1927 или NaKL). В нём не указывается царствование и другой порядок правителей в период между Ишме-Даганом I и Кидин-Нинуа.
Списки основаны, по крайней мере частично, на старых оригиналах, которые уже были повреждены. Иногда писатели пытались восполнить пробелы, но не всегда с успехом. Иногда также отмечают хепи (ḫepi — сломанный).

## Структура и содержание
Первые 17 царей, «жившие в шатрах», появляются в двух параллельных столбцах без каких-либо подробностей. За ними следуют 10 царей, «которые были предками». Об этих правителях тоже ничего не известно, кроме их имён. Следующие 6 царей известны по кирпичным надписям, поэтому составители списка определили их с помощью квазиархеологических методов. Предположительно, их порядок более или менее случаен, тем более, что даты правления этих первых 33 царей до Илушумы неизвестны. О преемнике Илушумы Эришуме I сказано, что он правил туппишу (предположительно: менее года).
Для более позднего периода царский список состоит из трёх столбцов, первый из которых в основном уничтожен. Он содержит имя одноимённого чиновника, которое часто можно добавить из списка эпонимов. Их офис указан во втором столбце. Со времён Шамши-Адада I также известны времена царствования правителей.

## Дата смерти Шамши-Адад I
Оценка возраста основана на солнечном затмении в эпонимате (система эпонимного летоисчисления, применявшаяся на территории некоторых государств древней Южной Аравии) Бур-саггиле во время правления Ассур-дана III. По астрономическим подсчётам это произошло 15 июня 763 года. Также известно, что Шамши-Адад I умер на 17-м году правления Хаммурапи Вавилонского, но данные его правления не достоверны.

## Надёжность
Список определённо ненадёжен для времени до Шу-нинуа и тем более до Шамши-Адада I. Два других царя, Пузур-Син и Ушпия, отсутствуют. Порядок не всегда правильный, а иногда неверно указывается отцовство. Порядок царей 18-25 мог быть обратным. Имена отцов были переданы от этих правителей. В списке VAT 9812 приведены другие имена царей между Ишме-Даганом I и Шу-нинуа. Рид предполагает, что эта часть списка была составлена относительно без разбора из нескольких генеалогических списков, которые могут принадлежать конкурирующим династиям Ассура и Экаллатума намного позже, в центрально-ассирийский период, возможно, при Ашшур-убаллите I. Правители 1–26 царского списка, вероятно, представляют генеалогию Шамши-Адада I, правители 26–38 являются конкурирующей аккадской династией из Ашшура.
Иногда возникает подозрение, что переписчики неправильно добавили частично уничтоженные имена, как в случае с IB.TAR-Sin, что, возможно, соответствует отсутствующему Пузур-Сину.